# Konek Ida
Konek Ida, Konek Ida Karolina Antónia (Pozsony, 1851. június 13. – Budapest, 1942. január 17.) festőnő. Főként csendéleteiről és zsánerképeiről ismert. 

## Életpályája
Konek Sándor és Drabant Karolina (Sarolta) leánya. 1879-ben kezdte Vastagh György műtermében tanulmányait. 1881-től két évet Münchenben töltött, itt Lindenschmit vezetésével főleg a zsánerfestészetben tökéletesítette magát. Ezután visszatért Budapestre, de csak egy esztendeig maradt itt, s 1885-ben már Párizsba utazott. Itt Munkácsy Mihály műtermében, majd a saját műtermében alkotott. Ezután Olaszországban töltött el egy hosszabb időt, 1890-ben tért haza. Halálát aggkori végelgyengülés okozta 90 éves korában, a Fiumei úti sírkertben helyezték örök nyugalomra.